# Sandra Duharcourt
Pour les articles homonymes, voir Duharcourt.
Sandra Duharcourt, est une chercheuse en génétique et génomique et directrice de recherche française. Elle dirige ses recherches à l'Institut Jacques-Monod. En 2022, elle reçoit la médaille d'argent du CNRS.

## Biographie
En 1998, Sandra Duharcourt soutient sa thèse de doctorat en génétique moléculaire à l'Université Pierre-et-Marie-Curie sous la direction d'Éric Meyer. Elle effectue ses recherches postdoctorales au Fred Hutchinson Cancer Research Center de Seattle. Elle entre au CNRS en 2002 en tant que chargée de recherche au Laboratoire de génétique moléculaire à l'ENS. En 2010, elle obtient son habilitation universitaire et l'année suivante, elle crée son équipe de recherche à l'Institut Jacques-Monod. En 2015, elle devient directrice de recherche au CNRS. Elle reçoit la médaille d'argent du CNRS en 2022 pour ses travaux sur la dynamique du génome chez les cellules eucaryotes. Elle s'intéresse notamment à la paramécie,.

## Distinctions et récompenses
- 2023: Election en tant que membre EMBO[4]
- 2022 : Médaille d'argent du CNRS[5]
- 2009 - 2019 : Lauréate du programme Atip-Avenir[6]